# La flama
La flama és el quart disc del grup valencià Obrint Pas i porta per nom el títol del seu primer senzill. Com en tota la seva discografia, el grup utilitzen la seva música per tal d'expressar les seves conviccions col·lectives, polítiques i socials. Segons l'anuari de la música de 2005 publicat per Enderrock, va ser el sisè disc més venut de l'any 2004 amb 15.400 còpies venudes.
El tema principal de la cançó «La flama» és el desig de tot poble a sobreviure als obstacles històrics per seguir endavant, per això, el seu caràcter d'himne; també és un alegat a la defensa de la llengua i a la força de la gent que la defensa. La lletra s'inicia amb una cita a Vicent Andrés Estellés («No et limites a contemplar aquestes hores que ara vénen, baixa al carrer i participa. No podran res davant d'un poble unit, alegre i combatiu») que va dirigida al moviment popular que genera el Correllengua. S'inspira en la flama del canigó que es trasllada per tots els Països Catalans poble a poble. El ritme d'aquesta cançó es basa en el contrast entre l'ska, les guitarres punkie i la dolçaina. Anys després, la cançó va ser utilitzada en el lip dub per la independència de 2010 on s'aplegaren més de 5.771 voluntaris a Olot per gravar un videoclip i donar suport a la causa de la independència de Catalunya.
«El foc i la paraula» recull l'esperit dels grups guerrillers sud-americans, i especialment de l'Exèrcit Zapatista d'Alliberament Nacional, i el trasllada en els Països Catalans; és una cançó que barreja l'ska amb un estil hardcore. El tema «Novembre», d'un estil més hardcore, està dedicat al poeta Miquel Martí i Pol i va ser ideada pel cantant Feliu Ventura. «Cançó de bressol» és un tema introductori de la següent, «Esperant», i neix de la barreja de diferents cançons populars i d'una melodia pròpia. En aquest cas, és cantada per l'àvia de Miquel Ramos, membre de la banda, i remesclada pel DJ Chola i Gabb. «Esperant» és una versió en valencià de «Itxorten» de Negu Gorriak i del poema «Maternitat» de Marc Granell. Tant en aquesta cançó com «No hi ha demà» compta amb la col·laboració vocal de Manoli Alandes. «Caça de bruixes». «Temps difícils» és la visió personal del seu present i s'inspira en el hardcore melòdic del grup estatunidencs Bad Religion. El tema vuitè, «Mil nou-cents trenta-nou», pren el seu nom de la data final de la Guerra Civil Espanyola, els vençuts de la qual pretén homenatjar i posar com a model a seguir pel jovent. De nou es presenta el tema de la llengua a la cúmbia «Quatre vents» amb la col·laboració del músic Carles Belda. Seguidament, «Records» aborda el tema de l'adolescència perduda i la nostàlgia a través d'un ritme hardcore ràpid. La cançó reggae «No hi ha demà» reprèn el tema de la guerra civil amb una lletra que simula la carta d'un soldat a la seva estimada. Arran de la seva gira anterior que els dugué a actuar a l'estranger, van compondre «Tornar a casa» on tracten el sentiment de pertinença als Països Catalans. El tema «Som» tanca el disc i reprèn el tema de la flama dotant el disc d'una estructura circular on el fil conductor reivindicatiu recorda la trajectòria de la flama del Canigó i constitueix una declaració dels principis del grup. D'estil hardcore, punt i rock, la cançó inclou novament la veu de Feliu Ventura.

## Llistat de cançons
L'àlbum contenia el següent llistat de cançons:
| Núm. | Títol                      | Durada |
| ---- | -------------------------- | ------ |
| 1.   | «La flama»                 | 3:41   |
| 2.   | «El foc i la paraula»      | 3:17   |
| 3.   | «Novembre»                 | 2:58   |
| 4.   | «Cançó de bressol»         | 0:48   |
| 5.   | «Esperant»                 | 4:23   |
| 6.   | «Caça de bruixes»          | 3:58   |
| 7.   | «Temps difícils»           | 3:31   |
| 8.   | «Mil nou-cents trenta-nou» | 3:53   |
| 9.   | «Quatre vents»             | 5:14   |
| 10.  | «Records»                  | 3:21   |
| 11.  | «No hi ha demà»            | 4:08   |
| 12.  | «Tornar a casa»            | 3:54   |
| 13.  | «Som»                      | 3:02   |